# Gargoyles (film)
Gargoyles è un film horror/azione del 2004 diretto da Jim Wynorski.
Il film è stato distribuito in Italia dalla Eagle Pictures ed è uscito nelle sale italiane il 15 giugno 2005.

## Trama
Romania, 1532. I cieli della regione sono infestati da un malefico Gargoyle.
La gente terrorizzata decide di dare la caccia al malefico mostro per ucciderlo ma solo un prete puro di cuore può fermarlo.
Il prete, così, con una balestra benedetta da lui stesso trafigge il Gargoyle che cade in una fossa, dove resterà per secoli.
Bucarest, oggi. Il figlio di un ambasciatore statunitense è stato rapito e tocca all'agente Griffin e alla sua assistente Wells sventare il rapimento. Lo scambio che stanno per effettuare è semplice, soldi in cambio del figlio dell'ambasciatore. Lo scambio sembra riuscire bene ma un fortissimo terremoto fa tremare così tanto la terra che permette ai rapitori di fuggire.
L'agente Griffin però insegue i rapitori fino ad una fabbrica dove uno dei rapitori ucciderà gli altri e prenderà tutti i soldi ma, arrivato al colmo della fuga, il rapitore viene rapito dal Gargoyle, risvegliato dal terremoto. I cieli della Romania sono di nuovo infestati.